# 十月ユウ
十月 ユウ（とつき ユウ）は、日本の男性の小説家。応募作を加筆修正した『戒書封殺記』シリーズ（富士見ファンタジア文庫）がデビュー作。

## 作品一覧
富士見ファンタジア文庫より刊行
- 戒書封殺記（画：藤丘ようこ）全4巻
  - その本、持ち出しを禁ず　 （ISBN 978-4-8291-1778-1 2005年11月）
  - その本、触れることなかれ （ISBN 978-4-8291-1818-4 2006年4月）
  - その本、禁忌の扉に通ず　 （ISBN 978-4-8291-1863-4 2006年9月）
  - その本、開くことなかれ　 （ISBN 978-4-8291-1901-3 2007年2月）
- 覇者の三剣（画：天野英）全5巻
  - 覇者の三剣  （ISBN 978-4-8291-3337-8 2008年10月）
  - 覇者の三剣2 （ISBN 978-4-8291-3374-3 2009年1月）
  - 覇者の三剣3 （ISBN 978-4-8291-3406-1 2009年5月）
  - 覇者の三剣4 （ISBN 978-4-8291-3437-5 2009年8月）
  - 覇者の三剣5 （ISBN 978-4-8291-3456-6 2009年11月）
- ダークロード（画：いっせー） 全4巻
  - ダークロード 漆黒の断罪者   （ISBN 978-4-8291-3546-4 2010年7月）
  - ダークロード 2.戦陣の姫君　 （ISBN 978-4-8291-3586-0 2010年11月）
  - ダークロード 3.純白の死神　 （ISBN 978-4-8291-3631-7 2011年4月）
  - ダークロード 4.闇黒の君臨者 （ISBN 978-4-8291-3660-7 2011年7月）
- 銀の十字架とドラキュリア（画：八坂ミナト）全5巻
  - 銀の十字架とドラキュリアI   （ISBN 978-4-8291-3785-7 2012年7月）
  - 銀の十字架とドラキュリアII  （ISBN 978-4-8291-3824-3 2012年11月）
  - 銀の十字架とドラキュリアIII （ISBN 978-4-8291-3872-4 2013年3月）
  - 銀の十字架とドラキュリアIV  （ISBN 978-4-8291-3916-5 2013年7月）
  - 銀の十字架とドラキュリアV   （ISBN 978-4-04-712955-9 2013年11月）
- ケイサル;ブレイズ（画：真早）既刊3巻
  - ケイサル;ブレイズ1 剣姫統べる生徒会 （ISBN 978-4-04-070607-8 2015年6月）
  - ケイサル;ブレイズ2 剣姫統べる生徒会 （ISBN 978-4-04-070608-5 2015年11月）
  - ケイサル;ブレイズ3 剣姫統べる生徒会 （ISBN 978-4-04-070842-3 2016年4月）